# Hastein
Hastein (norrønt: Hásteinn, også skrevet som Hastingus, Anstign, Haesten, Hæsten, Hæstenn eller Hæsting og med alias Alsting) var en vikingehøvding, der levede i slutningen af 800-tallet, og som udførte flere plyndringstogter til Spanien, Franken og Middelhavet
Hastein optræder i Bernard Cornwells romanserie Saksernes fortælling, først som allieret og senere fjende til hovedpersonen Uhtred af Bebbanburg. I filmatiseringen The Last Kingdom spilles han af den norske skuespiller Jeppe Beck Laursen.
Halvdan Svarte i tv-serien Vikings, spillet af den finske skuespiller Jasper Pääkkönen, er en sammensætning af Hastein og den historiske Halvdan Svarte.